# Majutsu-shi Kunon wa Mieteiru
Majutsu-shi Kunon wa Mieteiru (魔術師クノンは見えている?) es una serie de novelas ligeras japonesas escritas por Umikaze Minamino e ilustradas por Laruha. Más tarde fue adquirido por Fujimi Shobo y comenzó a publicarse bajo su sello Kadokawa Books en marzo de 2022. Una adaptación de manga ilustrada por La-na comenzó a serializarse en la revista de manga seinen Monthly Comic Alive de Media Factory en abril de 2022. Se ha anunciado la adaptación de la serie de televisión de anime.

## Personajes
Kunon Gurion (クノン・グリオン?)
 Seiyū: Saori Hayami
Iko Round (イコ・ラウンド Iko Raundo?)
 Seiyū: Maaya Uchida

## Contenido de la obra

### Novelas ligeras
La novela ligera fue escrito por Umikaze Minamino, Majutsu-shi Kunon wa Mieteiru comenzó a serializarse en el sitio web de publicación de novelas generadas por usuarios Shōsetsuka ni Narō el 5 de agosto de 2021. Luego fue adquirido por Fujimi Shobō, quien comenzó a publicarlo como una novela ligera con ilustraciones de Laruha bajo su sello Kadokawa Books el 10 de marzo de 2022.
| Volúmenes de novelas ligeras publicadas | Volúmenes de novelas ligeras publicadas | Volúmenes de novelas ligeras publicadas |
| Número                                  | Fecha de lanzamiento                    | ISBN                                    |
| --------------------------------------- | --------------------------------------- | --------------------------------------- |
| 1                                       | 10 de marzo de 2022                     | ISBN 978-4-04-074405-6                  |
| 2                                       | 8 de julio de 2022                      | ISBN 978-4-04-074583-1                  |
| 3                                       | 9 de diciembre de 2022                  | ISBN 978-4-04-074792-7                  |
| 4                                       | 10 de mayo de 2023                      | ISBN 978-4-04-074966-2                  |
| 5                                       | 10 de enero de 2024                     | ISBN 978-4-04-075287-7                  |
| 6                                       | 9 de agosto de 2024                     | ISBN 978-4-04-075460-4                  |
| 7                                       | 10 de marzo de 2025                     | ISBN 978-4-04-075852-7                  |

### Manga
Una adaptación al manga ilustrada por La-na comenzó a serializarse en la revista de manga seinen de Media Factory Monthly Comic Alive el 27 de abril de 2022. Los capítulos del manga se han compilado en cinco volúmenes tankōbon de noviembre de 2024.
| Volúmenes de manga publicados | Volúmenes de manga publicados | Volúmenes de manga publicados |
| Número                        | Fecha de lanzamiento          | ISBN                          |
| ----------------------------- | ----------------------------- | ----------------------------- |
| 1                             | 22 de noviembre de 2022       | ISBN 978-4-04-681878-2        |
| 2                             | 23 de mayo de 2023            | ISBN 978-4-04-682543-8        |
| 3                             | 22 de noviembre de 2023       | ISBN 978-4-04-683062-3        |
| 4                             | 23 de mayo de 2024            | ISBN 978-4-04-683560-4        |
| 5                             | 22 de noviembre de 2024       | ISBN 978-4-04-684126-1        |

### Anime
Se anunció una adaptación a serie de televisión de anime el 24 de enero de 2025.